# 견우직녀 설화

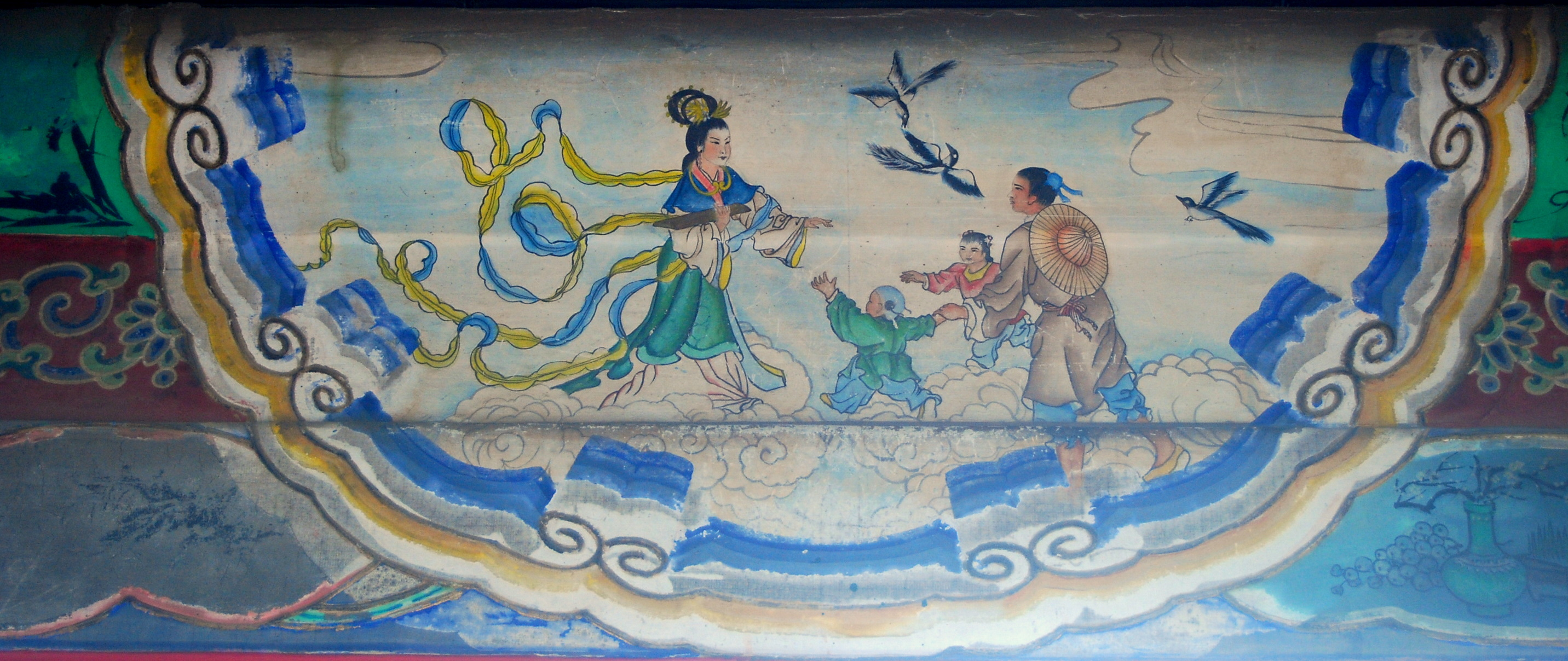
까치 다리 위에서 부부의 재회. 베이징 여름 궁전의 긴 복도에 있는 예술 작품

견우직녀 설화(牽牛織女說話)는 동아시아에 전해지는 전설이다. 문헌상 중국에서 시작된 것으로 여겨진다. 중국에서는 사대 민간전설로 여기기도 한다. 한국에서는 견우직녀(牽牛織女)의 전설로, 중국은 우랑직녀(牛郎織女)의 이야기로 내용은 각 나라마다 조금씩 차이가 있는데, 여름의 별자리인 견우, 직녀와 관련이 있다. 한국의 칠월칠석과 일본의 타나바타(七夕) 등의 풍습에도 영향을 주었다.

## 내용
소를 끌어 농사를 짓는 견우와 베를 짜 옷을 짓는 직녀가 은하수를 사이에 두고 서로 만나지 못하다가 칠석에만 까마귀와 까치가 놓아 준 오작교 위에서 만난다는 이야기이다. 〈선녀와 나무꾼〉과 유사한 부분이 지적된다.

## 문헌 및 유물

### 중국
기원전 5세기 경에 성립된 중국의 가장 오래된 시집인 《시경》(詩經) 〈소아편〉(小雅) 〈소민지십〉(小旻之什)에 ‘대동’(大東)이라는 시에서 베짜는 직녀와 수레 끄는 견우, 그리고 은하수를 노래하고 있다.
跂彼織女, 終日七襄. 雖則七襄, 不成報章. 睆彼牽牛 ...

동진(東晉)의 갈홍(葛洪, 283 ~ 343)이 쓴 서경잡기(西京雜記)에도 직녀에게 바느질을 비는 장면이 나온다.
문헌상 짜임새 있는 이야기의 형태로 정착된 것은 한나라(漢代) 무렵으로 한대의 괴담을 기록한 책인 〈재해기(齋諧記)〉에 견우직녀의 이야기가 적혀있다고 한다.
이와 비슷한 내용의 경극으로 《텐허파이》(天河配)가 있다. 내용은 목부인 견우가 물놀이 중이던 선녀인 직녀의 옷을 훔쳐 부부가 되지만, 직녀는 천계로 달아나고 만다. 견우는 직녀를 쫓아 천계까지 가지만, 직녀의 어머니인 서왕모에 의해 은하수를 건너지 못하고 만다는 것으로, 날개옷 설화의 내용이 혼합되어 있다.

### 한국

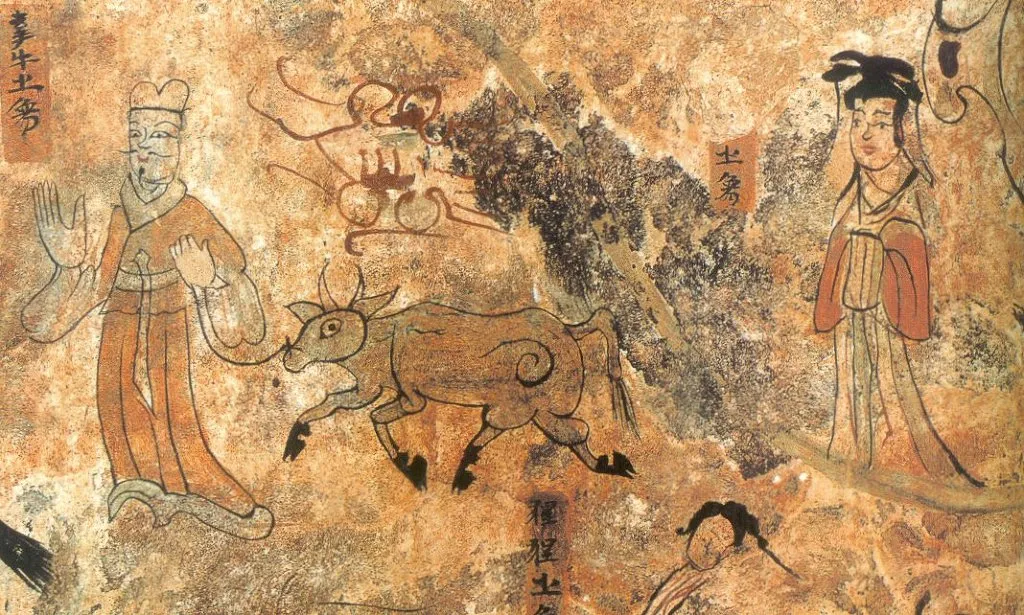
덕흥리 고분벽화 속 견우와 직녀.

- 408년(고구려 광개토왕 18)에 축조된 대안 덕흥리(大安德興里 : 평안남도 강서군 덕흥리) 고구려 고분벽화에 은하수를 가운데 두고 앞에는 견우, 뒤에는 개를 데리고 있는 직녀가 그려져 있는 것이 발견된다.
- 이인로(李仁老, 1152~1220)의 〈칠석우(七夕雨)〉(고려시대)
- 이제현(李齊賢, 1287~1367) 칠석(七夕) (고려시대)

### 일본
일본에서는 가장 오래된 시가집인 만엽집(万葉集)에 그 내용이 등장한다.

## 같이 보기
- 칠석(七夕)
- 다비흐: 원래의 견우성.
- 알타이르: 와전된, 현대에 견우성으로 알려진 별.
- 베가: 직녀성.
- 베갈타 센다이